# Akademickie biuro karier
Akademickie biuro karier – w Polsce, zgodnie z nieobowiązującą już ustawą z 20 kwietnia 2004 o promocji zatrudnienia i instytucjach rynku pracy, jednostka działająca na rzecz aktywizacji zawodowej studentów i absolwentów szkoły wyższej, prowadzona przez szkołę wyższą lub organizację studencką.
Celem i misją biur karier jest zapewnienie doradztwa zawodowego, pozwalającego profesjonalnie zdiagnozować optymalne ścieżki rozwoju kariery zawodowej, oraz dostarczenie praktycznej wiedzy, jak zachować się na rynku pracy, by zostać zatrudnionym przez wybranego pracodawcę.

## Główne cele działalności
- świadczenie usług z zakresu poradnictwa i doradztwa zawodowego,
- gromadzenie i udostępnianie informacji o rynku pracy,
- pośrednictwo w podnoszeniu kwalifikacji zawodowych studentów w trakcie studiów,
- oddziaływanie na macierzyste uczelnie i urzędy pracy w celu wypracowania skuteczniejszych form pomocy studentom i absolwentom wchodzącym na rynek pracy.

## Formy doradztwa udzielanego przez biura karier
- indywidualne (rozmowa z klientem, która ma na celu rozpoznanie jego wykształcenia, umiejętności i cech osobowości, preferencji i kwalifikacji zawodowych),
- grupowe w formie warsztatów i kursów.

## Cykle przeprowadzanych warsztatów
- podstawowy – obejmuje takie zagadnienia jak: zasady pisania dokumentów aplikacyjnych (przede wszystkim CV i list motywacyjny) oraz sposoby przygotowania się i prowadzenia rozmowy kwalifikacyjnej i negocjacji płacowych,
- szczegółowy – skupiający się na przygotowaniu klientów Biura do konkretnych elementów procesu selekcji kandydatów przez pracodawców (np. warsztaty z testów psychometrycznych, stosowanych w procesie selekcji kandydatów, czy zapoznanie z metodą assessment center) oraz kształtujący pewne umiejętności przydatne do skutecznego ubiegania o pracę (np. sztuka autoprezentacji, sposoby walki ze stresem, zarządzanie czasem, metody skutecznej komunikacji).

### Programy biura karier (na przykładzie Biura Karier UMK)
- praktyki i staże wakacyjne,
- prace wakacyjne za granicą (praca fizyczna umożliwiająca zdobycie doświadczenia i zarobków, wolontariat w zamian za zakwaterowanie i wyżywienie i ew. skromne kieszonkowe)
- praktyki i staże śródroczne,
- prace dorywcze.

## Formy współpracy biur karier z urzędami pracy
- przekazywanie ofert między powiatowymi urzędami pracy a biurami karier,
- wspólne inicjatywy, mające przeciwdziałać bezrobociu wśród osób z wyższym wykształceniem,
- organizacja wzajemnych lub wspólnych szkoleń pracowników urzędów pracy i biur karier,
- współudział w badaniach socjologicznych i statystycznych, dotyczących szeroko rozumianego rynku pracy.

Biura karier uczelni zadeklarowały wolę współpracy w ramach Ogólnopolskiej Sieci Biur Karier. Porozumienie o powołaniu sieci zostało podpisane przez kierowników Biur w grudniu 1998 r.